# Košček sira
Košček sira je kratka realistična pripoved, ki jo je napisala pisateljica Kristina Brenk, ilustrirala pa Marlenka Stupica. Izdala in založila jo je Založba Mladinska knjiga leta 1971 v Ljubljani.

## Vsebina
Ljudje so k dedku nosili stare predmete, katere jim je brez problema popravil. Njegova vnukinja je rada sedela ob njem in ga opazovala. Njihovemu psu je bilo ime Rjavko. Deklica je želela poleg psa imeti tudi zajčke, kot jih ima njena teta. Bila je bila zelo pogumna, saj je nekega dne premagala strah in zlezla v lipino deblo. Zelo se je bala dne, ko so kosci kosili njihov travnik, saj jim je morala prinesti zajtrk. Ni točno vedela, kateri travnik je njihov, a s pomočjo prepoznavne lesene brvi je le prišla do koscev. Nekega dne je deklica srečala starčka, ki ji je ponudil sir, in tako je prvič okusila sir. Njena želja je bila tudi, da bi imela tako srečno roko za rože, kot jo ima njena botra Lenka.

## Analiza pravljice
Pripoved je sestavljena iz sedmih delov, ki so med seboj povezani. Čas ni točno določen, vendar ga je mogoče razbrati. Dogajalni prostor se med dogajanjem spreminja, torej je določen. Pripovedovalec v pravljici je tretjeoseben ali vseveden. Glavna književna oseba je deklica brez imena, stranskih književnih oseb pa je več. Te so dedek, pes, mati, teta, botra, starec, fantje. V pripovedi najdemo pomanjševalnice (košček, obrazki, povestica, starček, zajčki) in okrasne pridevke (bolščeči angelski obrazki, obledel šipkov cvet, rdeče korenje).